# Shizuka Itō
Shizuka Itō (伊藤 静 Itō Shizuka?) (5 de diciembre de 1980) es una cantante y seiyū que nació en Tokio, Japón. Está afiliada a Ken Production. Cuando ofrece su voz para juegos para adultos, a ella también se le conoce como Maya Takashi (高志 麻矢 Takashi Maya?), Suno Toba (鳥羽 すの Toba Suno?), Teruka Neno (祢乃 照果 Neno Teruka?) y Rina Misaki (美咲 里奈 o 三咲 里奈 Misaki Rina?).
Shizuka Itō y su compañera seiyū Hitomi Nabatame formaron una unidad llamada "Hitomi Nabatame y Shizuka Itō". Juntas, son conocidas por su nombre cariñoso Hitoshizuku (ひとしずく?), que en japonés significa "Una sola gota".
Ha sido condecorada, junto con su colega Saori Hayami, con el premio a la "Mejor Actriz de Reparto" en la 10° edición de los Seiyū Awards.

## Roles

### Anime
2003
- BASToF Lemon (Tiel)
- GetBackers (High-school girl)
- Kaleido Star (Maggie)
- Shingetsutan Tsukihime (Akiha Tohno)
- Texhnolyze (Ran)

2004
- Aqua Kids (Surea)
- Koi Kaze (Wakaba Anzai)
- Maria-sama ga Miteru (Rei Hasekura)
- Maria-sama ga Miteru ~Haru~ (Rei Hasekura)

2005
- Canvas 2: Niji Iro no Sketch (Hikari Tamaru)
- Gakuen Alice (Tanuki)
- Ghost in the Shell: S.A.C. 2nd GIG (Police Officer)
- Glass Mask (Tokyo Movie version) (Norie Otobe)
- Gokujō Seitokai (Miura)
- Ichigo Mashimaro (Keiko Yano)
- Mahoraba ~Heartful Days~ (Club President)
- Mahō Sensei Negima! (Misa Kakizaki)
- Aa! Megami-sama! (Girl)
- SoltyRei (Silvia Ban)
- Starship Operators (Sinon Kouzuki)
- To Heart 2 (Tamaki Kōsaka)
- Tsubasa Chronicle (Chun Hyang)
- Victorian Romance Emma (House Maid)
- Konjiki no Gash Bell!! (Elizabeth, Chita)
- Zoids: Genesis (Kotona Elegance)

2006
- .hack//Roots (Saburo)[6]
- Animal Yokochō (Ako-sensei; Yayoi-kun)
- Asatte no Hōkō (Shōko Nogami)
- D.Gray-man (Lenalee Lee, Lero)
- Futari wa Pretty Cure Splash Star (Izumida, Okai-sensei)
- Glass Fleet (Sillua Moe Silvernail; Bride (ep 1); Zola (John-Fall's subordinate))
- Happiness! (Saya Kamijo)
- Jigoku Shōjo (Nobuko Hayashi)
- MÄR (Lillis)
- Negima!? (Misa Kakizaki)
- Pumpkin Scissors (Alice L. Malvin)[7]
- Shakugan no Shana (Wilhelmina Carmel)
- Shōnen Onmyōji (Fujiwara no Keiko)
- Tona-Gura! (Miu Serizawa)
- Tsubasa Chronicle (Chun'yan)
- Witchblade (Shiori Tsuzuki)
- xxxHolic (Himawari Kunogi)
- Yoake Mae Yori Ruri Iro Na ~ Crescent Love ~ (Wreathlit Noel/Fiacca)

2007
- Baccano! (Girl in Uniform, Rachel)
- Buzzer Beater (Io)
- D.C. II: Da Capo II (Mayuki Kōsaka)
- Darker than Black: Kuro no Keiyakusha (Alice Wang)
- El Cazador de la Bruja (Nadie)
- Getsumento Heiki Mina (Suiren Koushū)
- Hayate no Gotoku! (Hinagiku Katsura)
- Kaze no Stigma (Nanase Kudō)
- Magical Girl Lyrical Nanoha StrikerS (Shario Finīno, Otto, Deed)
- Nagasarete Airantō (Chikage)
- Rental Magica (Manami Kuroha)
- Shakugan no Shana Second (Wilhelmina Carmel)
- Sketchbook ~full color's~ (Hā-san)
- Sky Girls (Eika Ichijō)
- Tengen Toppa Gurren Lagann (Boota, Darry)

2008
- D.C. II: Da Capo II (Mayuki Kōsaka)
- Kimi ga Aruji de Shitsuji ga Ore de (Kuonji Shinra)
- Toaru Majutsu no Index (Kaori Kanzaki)
- Wagaya no Oinari-sama. (Momiji Miyabe)
- xxxHolic: Kei (Himawari Kunogi)
- Yatterman (Yatterman 2/Ai-chan 2nd)
- Blassreiter (Amanda Werner)
- Sekirei (Benitsubasa)

2009
- Kurokami: The Animation (Riona Kogure)
- Saki (Hisa Takei)
- Tayutama: Kiss on my Deity (Mifuyu Kisaragi)
- Basquash! (Sela D. Miranda)
- Hatsukoi Limited (Kei Enomoto)
- Hayate no Gotoku! Season 2 (Hinagiku Katsura)
- Maria-sama ga Miteru 4th season (Rei Hasakura, Seito)
- Shakugan no Shana S (Wilhelmina Carmel)

2010
- Dance in the Vampire Bund (Nanami Shinonome)
- Nodame Cantabile: Finale (Tatiana “Tanya” Vishneva)
- HeartCatch PreCure! (Momoka Kurumi, miembro del Consejo Estudiantil)
- Ichiban Ushiro no Daimaou (Etou Fujiko)
- Ōkami-san to Shichinin no Nakama-tachi (Ryōko Ōkami)
- Working!! (Kozue Takanashi)
- Amagami SS (Haruka Morishima)
- Ore no Imōto ga Konna ni Kawaii Wake ga Nai (Iori Fate Setsuna)
- Sekirei ~Pure Engagement~ (Benitsubasa)
- Marvel Anime: Iron Man (Nanami Ōta)
- Strike Witches 2 (Hanna-Justina Marseille)
- Toaru Majutsu no Index II (Kaori Kanzaki)
- Pokémon: Best Wishes! (Belle)
- Katanagatari (Zanki Kiguchi)

2011
- Beelzebub (Hildagarde)
- Ro-Kyu-Bu! (Mihoshi Takamura)
- Shakugan no Shana III Final (Wilhelmina Carmel)
- Working'!! (Kozue Takanashi)
- Maji de Watashi ni Koi Shinasai! (Christiane Friedrich)

2012
- Amagami SS+ plus (Haruka Morishima, Jessica Morishima)
- Area no Kishi (Nana Mishima)
- Bodacious Space Pirates (Misa Grandwood)
- Daily Lives of High School Boys (Senpai)
- Fairy Tail (Flare Corona)
- High School DxD (Akeno Himejima)
- Jormungand (Koko Hekmatyar)
- Kokoro Connect (Maiko Fujishima)
- One Piece (Lily Enstomach)
- Queen's Blade Rebellion (Captain Liliana)
- Psycho-Pass (Yayoi Kunizuka)
- Natsume Yuujin-chou Shi (Ogata Yuriko)

2013
- Space Battleship Yamato 2199 (Melda Dietz)
- Majestic Prince (Teoría)
- Gargantia on the Verdurous Planet (Bellows)
- Maoyū Maō Yūsha (Firedrake Empress)
- High School DxD New (Akeno Himejima)
- Dog & Scissors (Suzuna Hiiragi)
- Unbreakable Machine-Doll (Kimberly)
- Golden Time (Shi-chan, eps. 2, 6, 11)

2014
- Saki: The Nationals (Hisa Takei)
- SoniAni: Super Sonico the Animation (Kyōko Tomano)
- D-frag (Takao)
- Date A Live II (Ellen Mira Mathers)
- Blade & Soul (Yuran)
- Mahōka Kōkō no Rettōsei (Kyoko Fujibayashi)
- TerraFormars (Michelle K.Davis)
- Fate Kaleid Prisma Illya Zwei (Luvia)
- Vanquish Queens (Captain Liliana)
- Sailor Moon Crystal (Minako Aino/Sailor Venus)
- Psycho-Pass 2 (Yayoi Kunizuka)

2015
- Ansatsu Kyoshitsu (Irina Jelavic/Bitch sensei)
- Bikini Warriors (Valkyrie)
- Crayon Shin Chan (Oohara Nanako)
- Fairy Tail (Flare)
- Fate/stay night: Unlimited Blade Works (Luviagelita Edelfelt)
- Fate/kaleid liner Prisma Illya 2wei Herz! (Luviagelita Edelfelt)
- Gintama (Sougo Okita) (versión femenina)
- Heavy Object (Froleytia Capistranoy)
- High School DxD BorN  (Akeno Himejima)
- Prison School (Meiko)
- The Rolling Girls (Kaguya Nayotake)
- Sakurako-san no Ashimoto ni wa Shitai ga Umatteiru (Sakurako Kujou)
- Sailor Moon Crystal (Minako Aino/Sailor Venus)
- Working!!! (Kozue Takanashi)
- Yatterman 2015 (Doroty cap.1)
- Young Black Jack (Maiko Okamoto)

2016
- Amanchu! (Mato Katori)
- Ange Vierge (Aoi Mikage)
- Ansatsu Kyoshitsu 2 (Irina Jelavic/Bitch sensei)
- Endride (Louise)
- Idol Memories (Misaki Kariya)
- JoJo's Bizarre Adventure: Diamond Is Unbreakable (Tomoko Higashikata (segunda voz))
- Joker Game (Marie Torres)
- Kyōkai no Rinne 2 (Raito)
- Lostorage incited WIXOSS (Lil)
- Nurse Witch Komugi R (Ai Mitaka)
- Occultic;Nine (Touko Sumikaze)
- ReLIFE (Michiru Saiki)
- Sakamoto desu ga? (Miki, ep 10)
- Sailor Moon Crystal (Minako Aino/Sailor Venus)

2017
- ACCA: 13-ku Kansatsu-ka (Eben, ep 6)
- Battle Girl High School (Aoi Narushima)
- Chronos Ruler (Ice Rider)
- ēlDLIVE (Saotome)
- Knight's & Magic (Hellvy Oberi)
- Kyōkai no Rinne 3 (Raito)
- Restaurant from Another World (Aka)
- Seikai Suru Kado (Ritsu Natsume)
- Shōkoku no Altair (Cassandra)
- Shokugeki no Sōma: San no Sara (Rindou Kobayashi)
- Sin Nanatsu no Taizai (Belial)

2018
- Amanchu! Advance (Mato Katori)
- Cutie Honey Universe (Tomahawk Panther)
- Darling in the Franxx (Nueva Nana)
- Gaikotsu Shotenin Honda-san (Okitsune)
- High School DxD HERO (Akeno Himejima)
- High Score Girl (Moemi Gōda)
- Layton Mystery Tanteisha: Katori no Nazotoki File (Liv)
- Release the Spyce (Kurara Tendō/Sparrow Woman)
- Tada-kun wa Koi wo Shinai (Cherry)
- Toji No Miko (Minato Fujiwara)
- Yuru Camp△ ((Minami Toba))

2019
- 7 Seeds (Fujiko Amacha)
- Date A Live III (Ellen Mira Mathers)
- Fairy Gone (Sophie)
- Lord El-Melloi II-sei no Jikenbo (Luviagelita Edelfelt)
- Magical Girl Spec-Ops Asuka (Crescent Moon Sandino)
- Million Arthur (Loletta)
- Naka no Hito Genome [Jikkyōchū] (Misery)
- Shokugeki no Souma: Shin no Sara (Rindou Kobayashi)

2020
- Plunderer (Nana)
- Sorcerous Stabber Orphen (Letitia MacCredy)
- Fire Force (Orochi)

2022
- Date A Live IV (Ellen Mira Mathers)
- Yofukashi no Uta (Kabura Honda)

2023
- Buddy Daddies (Yuzuko Kurusu)

2024
- LV2 kara Cheat datta Moto Yūsha Kōho no Mattari Isekai Life (Damalynas)

### OVA
- Baldr Force Exe Resolution (Kaira Kirusten)
- D-Frag! OVA (Takao)
- Dogs: Bullets & Carnage (Naoto Fuyumine)
- Top wo Nerae 2! (Pacica Peska Pelcicum)
- I"s Pure (Iori Yoshizuki)
- Maria-sama ga Miteru 3rd Season (Rei Hasekura)
- Negima!? (Misa Kakizaki)
- Pinky:St (Noriko, woman 1)
- Shakugan no Shana SP: Koi to Onsen no Kōgai Gakushū! (Wilhelmina Carmel)
- Sky Girls (Eika Ichijō)
- To Heart 2 (Tamaki Kōsaka)
- xxxHOLiC: Shunmuki (Himawari Kunogi)
- Hantsu X Trash (Manami Miyoshi)

### Películas de anime
- xxxHolic Manatsu no Yoru no Yume (Himawari Kunogi)
- Book Girl (Maki Himekura)
- Hayate no Gotoku Heaven is a place on Earth (Hinagiku Katsura)
- Psycho-Pass: la película (Yayoi Kunizuka)
- Pretty Guardian Sailor Moon Eternal  (Minako Aino/Sailor Venus)
- Pretty Guardian Sailor Moon Cosmos: The Movie (Minako Aino/Sailor Venus)
- Jujutsu Kaisen 0: la película (Manami Suda)

### Drama CD
- Asobi ni iku yo! (Durel)
- D-Frag! (Takao)
- Dogs: Bullets & Carnage (Naoto Fuyumine)
- Hayate X Blade (Inori Sae)
- Houkago Play (Kanojo)
- Nana Kashima (Cyborg 009 Drama Album: Love Stories)

### Videojuegos
- Date a Live Spirit Pledge (Ellen Mira Mathers)
- Gadget Trial (Nei)
- Jokyou Kaishi! (Keiko Yada)
- Samurai Spirits Rei Special (Mizuki Rashojin)
- To Heart 2 (Tamaki Kōsaka)
- Mabino Kakeru Star (Hinano Katase)
- Gensosuikoden IV (Mizuki)
- Chaos Rings Omega (Cyllis)
- Mahou Sensei Negima! 1-Jikanme -Okochama Sensei wa Mahou Tsukai (Misa Kakizaki)
- Mahou Sensei Negima! 2-Jikanme Tatakau Otome-tachi! Mahora Dai Undoukai SP! (Misa Kakizaki)
- Tenkuu Danzai Skelter+Heaven (Midori Matsumura)
- Duel Savior Destiny (Kaede Hiiragi)
- Zoids Infinity EX NEO (Kotona Elegance)
- Dokapon The World
- EVE～new generation～ (Efi)
- Rockman ZX (Pandora)
- Gunparade Orchestra Midori no Shou ~ Ookami to Kare no Shōnen ~ (牧原輝春)
- Yoake Mae Yori Ruri Iro Na: Brighter than dawning blue (Wreathlit Noel)
- WILD ARMS the Vth Vanguard (Avril van Frulu)
- Metroid Other M (MB / Melissa Bergman)
- Mobile Suit Gundam Battlefield Record U.C. 0081 (Hilde Nietzsche)
- Muv-Luv Alternative (Touko Kazama)
- Katahane (Dua Carlstedt)
- Luminous Arc (Vanessa)
- The Seven Deadly Sins: Grand Cross (Eastin)
- Routes (Lisa Vixen)
- Zack & Wiki: Quest for Barbaros' Treasure (Rock Rose)
- Tales of Hearts (Innes Lorenz)
- Fate/Unlimited Codes (Luviagelita Edelfelt)
- Amagami (Haruka Morishima)
- Hayate no Gotoku! Nightmare Paradise (Hinagiku Katsura)
- Rune Factory 3 (Karin)
- Shining Force Feather (Alfin)
- Misshitsu no Sacrifice (Oruga)
- Twinkle Crusaders (Kujoh Helena)
- Trauma Team (JP version name: HOSPITAL) (Tomoe Tachibana)
- Gloria Union (Elisha, Kyra)
- Granado Espada (Emilia Giannino, Emilia the Sage, & Reckless Emilia)
- Tatsunoko vs. Capcom: Ultimate All-Stars (Yatterman 2/Ai-chan 2nd)
- Skylanders: Spyro's Adventure (Cali)
- Skylanders: Giants (Cali)
- Fighting Climax Ignition (Froleytia Capistranoy)
- Nitro+ Blasterz Infinite Heroine Duel (Ignis)
- Overwatch (Widowmaker)
- League of Legends (Lux)
- Sekiro: Shadows Die Twice (2019) (Emma)
- Azur Lane (Algérie)
- Valkyrie Anatomia (Gullveig)
- Fire Emblem: Three Houses (Byleth (Avatar Femenino))
- Honkai Star Rail (Kafka)
- Blue Archive (Shun Sunohara)[8]

### Radio
- To Heart 2 (Tamaki Kōsaka)

### Doblaje
- The Ant Bully (Tiffany Nickle)
- Batman Beyond (Inque)
- The Chronicles of Narnia: The Lion, the Witch and the Wardrobe (Lucy Pevensie (adult))
- Dave the Barbarian (Princess Irmoplotz)
- Even Stevens (Tawny Dean)
- The Ides of March (Molly Stearns)
- Loverboy (Mrs. Harker)
- My Gym Partner's a Monkey (Ingrid Giraffe)
- Nip/Tuck (Kimber Henry)
- Power Rangers S.P.D. (Mora)
- Rush Hour 3 (Soo Yung)
- Slumdog Millionaire (Latika)
- Star Wars: The Clone Wars (Ahsoka Tano)
- Transformers Prime (Arcee)
- Zombieland (Little Rock)

## Discografía

### Álbumes
| Year | Single details                                                                   | Catalog No. | Peak Oricon chart positions |
| ---- | -------------------------------------------------------------------------------- | ----------- | --------------------------- |
| 2013 | Feeling Life - Released: 17 de abril de 2013 - Discográfica: Lantis - Format: CD | LACA-15289  | 91                          |

### EP
| Year | Single details                                                               | Catalog No. | Peak Oricon chart positions |
| ---- | ---------------------------------------------------------------------------- | ----------- | --------------------------- |
| 2010 | Devotion - Released: 21 de abril de 2010 - Discográfica: Lantis - Format: CD | LHCA-5118   | 54                          |
| 2011 | Present - Estreno: 23 de febrero de 2011 - Label: Lantis - Formato: CD       | LHCA-5125   | 66                          |

### Singles
| Year | Single details | Catalog No. | Peak Oricon chart positions |
| ---- | --- | ----------- | --------------------------- |
| 2011 | Everybody Ready Now? - Estreno: 7 de diciembre de 2011 - Discográfica: Lantis - Formato: CD                                    | LASM-4126   | 118                         |
| 2012 | "Kimi no Iru Basho" (君のいる場所"Kimi no Iru Basho"?) - Estreno: 26 de diciembre de 2012 - Discográfica: Lantis - Formato: CD | LACM-14046  | 100                         |